# Unterseeboot 852
L'Unterseeboot 852 (ou U-852) est un sous-marin allemand utilisé par la Kriegsmarine pendant la Seconde Guerre mondiale.

## Historique
L'U-852 passe son temps d'entraînement initial dans la 4. Unterseebootsflottille à Stettin en Allemagne jusqu'au 31 janvier 1943, date à laquelle il rejoint la formation de combat, la 12. Unterseebootsflottille à Bordeaux.
L'U-852 prend la route pour l'océan Indien afin de rejoindre la « meute de loups gris », du nom de « Monsun », qui opère dans ce secteur. Au cours du trajet, il est attaqué le 2 mai 1944 dans la mer d'Arabie à l'est des côtes de la Somalie, à la position géographique de 9° 32′ N, 50° 59′ E, par un bombardier britannique Vickers Wellington de l'escadrille Sqdn 8 qui lui lance des charges de profondeur. Endommagé, se voyant perdu, l'U-852 se dirige vers les côtes somaliennes quand il s'échoue sur un récif de corail pendant une seconde attaque de six bombardiers Vickers Wellington de l'escadrille Sqdn 621. L'U-852 est sabordé puis détruit le lendemain.
Les différentes attaques ont causé la mort de sept membres d'équipage. Les 59 survivants, dont le Kapitänleutnant Heinz-Wilhelm Eck sont faits prisonniers. Heinz-Wilhelm Eck, avec deux autres membres d'équipage, est exécuté après la guerre ; il est le seul commandant de sous-marin à être jugé pour crimes de guerre, deux autres sont jugés également coupables et internés. Les faits reprochés à ces hommes sont d'avoir participé ou d'avoir ordonné le mitraillage des survivants du cargo grec SS Peleus pour effacer toutes traces de leur attaque. Trente-cinq membres de l'équipage du Peleus sont tués, seuls cinq survivent à ce massacre et, au moment de leur sauvetage, trois sont encore en vie.
Pendant la capture de l'équipage du sous-marin, les forces alliées mettent la main sur un exemplaire en parfait état d'un autogire planeur tracté Bergeronnette, révélant l'existence d'un tel appareil d'observation aérienne embarqué. Impressionné par sa simplicité et par sa facilité à se plier et se déplier pour le transport dans un U-Boot, les Alliés entreprennent rapidement des essais.

## Affectations successives
- 4. Unterseebootsflottille du 15 juin 1943 au 31 janvier 1944
- 12. Unterseebootsflottille du 1er février 1944 au 3 mai 1944

## Commandement
- Kapitänleutnant Heinz-Wilhelm Eck du 15 juin 1943 au 3 mai 1944

## Navires coulés
L'U-852 a coulé deux navires marchands d'un total de 9 972 tonneaux au cours de l'unique patrouille qu'il effectua.
| Navires coulés par le U-852 |             |             |         |
| Date                        | Navire      | pavillon    | Tonnage |
| 13 mars 1944                | SS Peleus   | Grèce       | 4 695 t |
| 1er avril 1944              | SS Dahomian | Royaume-Uni | 5 277 t |